# Siméon Flaissières

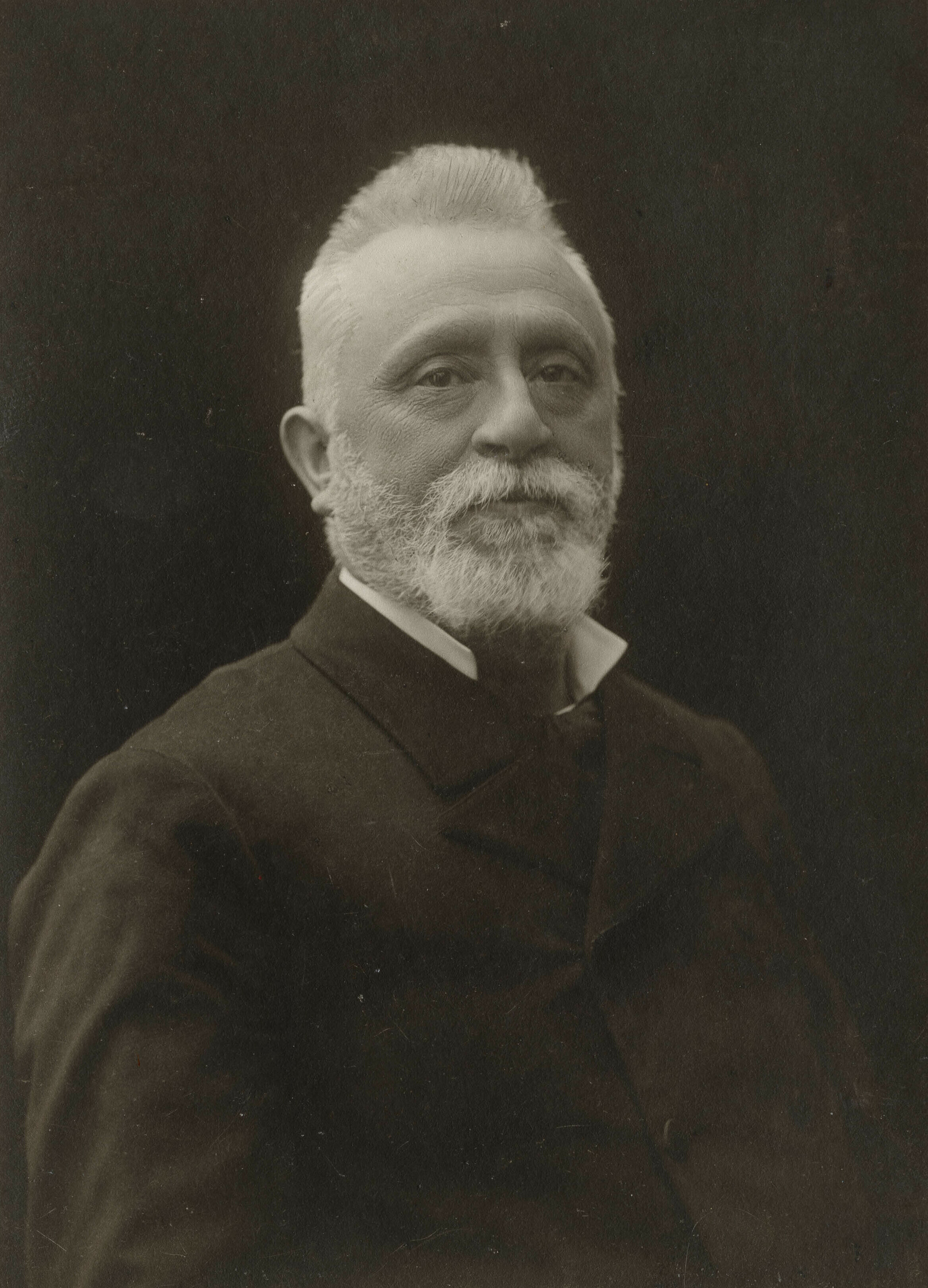
Siméon Flaissières (1906)

Siméon Flaissières (* 25. März 1851 in Villeveyrac, Département Hérault; † 26. März 1931 in Marseille) war ein französischer Politiker. Er war Bürgermeister von Marseille und von 1906 bis 1930 Mitglied des Senats.
Flaissières war der Sohn eines protestantischen Pfarrers und studierte an der Universität Nîmes und der Universität Montpellier. Nach Abschluss seines Studiums ließ er sich in Marseille als Arzt nieder. Er wurde dort zum Kollektivisten und kandidierte 1884 zunächst erfolglos für einen Sitz im Stadtrat. Zwei Jahre später zog er in den Stadtrat ein. In dieser Zeit zählte er zu den Führungspersonen der extremen Linken. 1892 wurde er zum Bürgermeister gewählt. Dies blieb er bis 1902, als er zurücktrat, um bei den Wahlen zur Nationalversammlung anzutreten. Seine Kandidatur war erfolglos. 1906 kandidierte er erfolgreich um einen Sitz im Senat; er wurde 1912 wiedergewählt. Im Dezember 1914 meldete sich der damals 63-Jährige freiwillig als Militärarzt im Ersten Weltkrieg. Er wurde am 27. April 1915 mit dem Orden der Ehrenlegion ausgezeichnet. 1919 wurde er erneut zum Bürgermeister von Marseille gewählt, was er bis zu seinem Tod blieb. 1930 wurde er bei den Senatswahlen nach mehrfacher Wiederwahl geschlagen. Im folgenden Jahr starb Flaissières nach langer Krankheit einen Tag nach seinem 80. Geburtstag.